# 加藤香子
加藤 香子（かとう きょうこ、本名：同じ、1964年12月11日 - ）は、日本の元女優・元アイドル歌手。

## 略歴
1964年12月11日、東京都大田区に生まれる。
1971年4月1日、小学校入学。小学生時代は習字をやっており、その当時は書道の先生になりたかたったとずっと思っていたという。
1977年4月1日、中学校入学。中学生時代は剣道部で活動。たれ目気味な目の形もあって、石野真子に似ているとよく言われるようになった。病院に勤務していた母親の影響もあって私立高校の看護科を受験したが「自分としてはとても向かない」として断念。東京都立羽田高等学校に転向。
1980年4月1日、羽田高等学校入学。在学中はフォークソング部で活動、同じ部活の女子3人で「ちゃい夢」というグループを組んで活動、専ら尾崎亜美の曲を歌っていた。
高校を卒業する頃になっても当時は芸能界に行こうとは考えてもなく、最初は大学に進学するつもりでいたが、家庭の経済的な事情もあって断念。1983年3月31日、高校卒業。
卒業後はコンピューター関係の会社に就職してソフトプログラマーとして勤務。そのまま普通にOLとしてやっていこうと思っていたが、友人が「退屈しのぎ」にと1983年のミスマガジンに応募し、4,350名の中から選ばれ優勝。会社を3か月ほどで退職し、ワンステップミュージック、ワーナーパイオニアと契約し芸能界入り。1983年に『DELUXEマガジン』の表紙グラビアにビキニ姿で初登場し、その巨乳のスタイルとうらはらな童顔で話題を集めた。
翌年、ワーナーパイオニアから「偽名」で歌手デビュー。レコード会社の先輩、中森明菜に雰囲気が似ていることからポスト明菜として売りだされた。また、デビュー曲「偽名」はリゾートでのひと夏の経験がテーマになった。キャッチフレーズは「大胆したい」。歌手デビューの同期には岡田有希子、荻野目洋子、長山洋子、菊池桃子などがいる。可愛かずみとは当時仲がよかった。
1986年、野村誠一撮影の写真集『あれから』でいきなりヌードを披露した。同年出演した映画『まんだら屋の良太』でもヌードを披露し、その後引退した。

### 写真集
- 野村誠一『艶ってるね、熱〜い香子』（1985年4月23日、講談社）
- 野村誠一『あれから』（1986年、講談社）

## 人物
- 好きなものはカーネーション、数学、スイカ、リンゴ、夏、車（特にフォルクスワーゲン・ゴルフ、ミニクーパー）、推理小説（特にアガサ・クリスティ）、落合恵子のエッセイ（1983年当時公表していたプロフィールによる）[4]
- 愛称は「オコ（ちゃん）」。「キョーーーオコ」と長く伸ばして呼ばれているうちに「キョウ」の部分が取れ、残った「オコ」が愛称になったとのこと[4]
- 書道では五段の段位を持ち[3]、中学3年生相手までは教えることのできる免許を取得しているとのこと[6]。

## ディスコグラフィ

### シングル
- 全てワーナー・パイオニアからリリース。

| # | 発売日          | A/B面 | タイトル               | 作詞     | 作曲       | 編曲       | 規格品番 |
| - | --------------- | ----- | ---------------------- | -------- | ---------- | ---------- | -------- |
| 1 | 1984年 6月20日  | A面   | 偽名                   | 売野雅勇 | 芹澤廣明   | 若草恵     | L-1675   |
| 1 | 1984年 6月20日  | B面   | ジョークでいいじゃん   | 三浦徳子 | 馬飼野康二 | 馬飼野康二 | L-1675   |
| 2 | 1984年 10月25日 | A面   | 勝手にさせて           | 三浦徳子 | 馬飼野康二 | 馬飼野康二 | L-1689   |
| 2 | 1984年 10月25日 | B面   | アバンチュール         | 売野雅勇 | 芹澤廣明   | 若草恵     | L-1689   |
| 3 | 1985年 1月25日  | A面   | 本牧レイニー・ブルース | 売野雅勇 | 見岳章     | 若草恵     | L-1699   |
| 3 | 1985年 1月25日  | B面   | カルメンの微笑         | 売野雅勇 | 見岳章     | 若草恵     | L-1699   |